# Fyli
Fyli (griechisch Φυλή) ist eine Gemeinde in der griechischen Region Attika. Gemeindeteile zählen zu den nordwestlichen Vorstädten der griechischen Hauptstadt Athen. Fyli ist nach dem in der Antike im Bereich der heutigen Gemeinde gelegenen Demos Phyle benannt. In ihrer heutigen Ausdehnung wurde die Gemeinde durch die Verwaltungsreform 2010 aus drei früher selbständigen Gemeinden gebildet.

## Lage
Fyli bildet die östlichste Gemeinde Westattikas, wo sie an die ostattischen Gemeinden Acharnes und im Nordosten an Oropos sowie die mittelgriechische Gemeinde Tanagra angrenzt. Nachbargemeinde im Westen ist Aspropyrgos. Im Süden liegen Agii Anargyri-Kamatero, Ilio und Petroupoli.
Während Ano Liosia und Zefyri noch unmittelbar an die nordwestlichen Athener Vorstädte anschließen liegt der Ort Fyli selbst an den südlichen Ausläufern des Parnitha. Das Gemeindegebiet reicht über den Gebirgshauptkamm und steigt auf maximal 1160 m Höhe an.

## Verwaltungsgliederung
Die 1840 aus sieben Dörfern der damaligen Gemeinde Acharnes und vier Dörfern der aufgelösten Gemeinde Chasia gebildete Gemeinde Fyli erfuhr bereits 1858 eine Neustrukturierung. Mit Ausnahme der Dörfer Chasia (Χασιά) und Kalyvia Chasias (Καλύβια Χασιάς) wurden die anderen Dörfer erneut der Gemeinde Acharnes zugeschlagen. Der Ort Kalyvia Chasias wurde 1899 in Aspropyrgos umbenannt. Weitere Veränderungen folgten 1912 mit der Abtrennung von Aspropyrgos zu einer eigenen Landgemeinde, der Herabstufung zur Landgemeinde und Umbenennung in (Κοινότητας Χασιάς Kinótita Chasiás), sowie 1915 mit der erneuten Namensänderung von Ort und Landgemeinde in Fyli. Die Erhebung zur Gemeinde erfolgte 1990. Der Zusammenschluss mit Ano Liosia und Zefyri wurde im Rahmen der Verwaltungsreform 2010 durchgeführt, der Verwaltungssitz wechselte von Fyli nach Ano Liosia. Die ehemaligen Gemeinden bilden seither Gemeindebezirke.
| Gemeindebezirk | griechischer Name            | Code   | Fläche (km²) | Einwohner 2011 | Stadtbezirk (Δημοτική Κοινότητα)      | Lage |
| -------------- | ---------------------------- | ------ | ------------ | -------------- | ------------------------------------- | ---- |
| Ano Liosia     | Δημοτική Ενότητα Άνω Λιοσίων | 500501 | 34,860       | 33.565         | Ano Liosia                            |      |
| Zefyri         | Δημοτική Ενότητα Ζεφυρίου    | 500502 | 01,425       | 09.454         | Zefyri                                |      |
| Fyli           | Δημοτική Ενότητα Φυλής       | 500503 | 68,362       | 02.946         | Fyli, Moni Kimiseos Theotokou Kliston |      |
| Gesamt         | Gesamt                       | 5005   | 104,647      | 45.965         |                                       |      |